# Софія Саксен-Кобург-Заальфельдська
Софія Саксен-Кобург-Заальфельдська (нім. Sophie von Sachsen-Coburg-Saalfeld; 19 серпня 1778 — 9 липня 1835) — принцеса Саксен-Кобург-Заальфельдська з династії Веттінів, після 1818 року — графиня де Пуйї, донька герцога Саксен-Кобург-Заальфельдського Франца та графині Ройсс-Еберсдорфської Августи Кароліни, дружина графа Еммануеля де Пуйї. У 1795 році була однією із можливих наречених російського великого князя Костянтина Павловича. Тітка королеви Вікторії та її консорта Альберта.
Видала книжку казок для дітей.

## Біографія

### Ранні роки
Софія народилася 19 серпня 1778 року у Кобурзі. Вона стала первістком в родині принца Саксен-Кобург-Заальфельдського Франца та його другої дружини Августи Ройсс-Еберсдорфської, з'явившись на світ за рік після їхнього весілля. Свої вітання прислали 44 хрещених, між якими був король Пруссії Фрідріх II, що свідчило про вагу кобурзької родини, як однієї з гілок великого роду Веттінів.

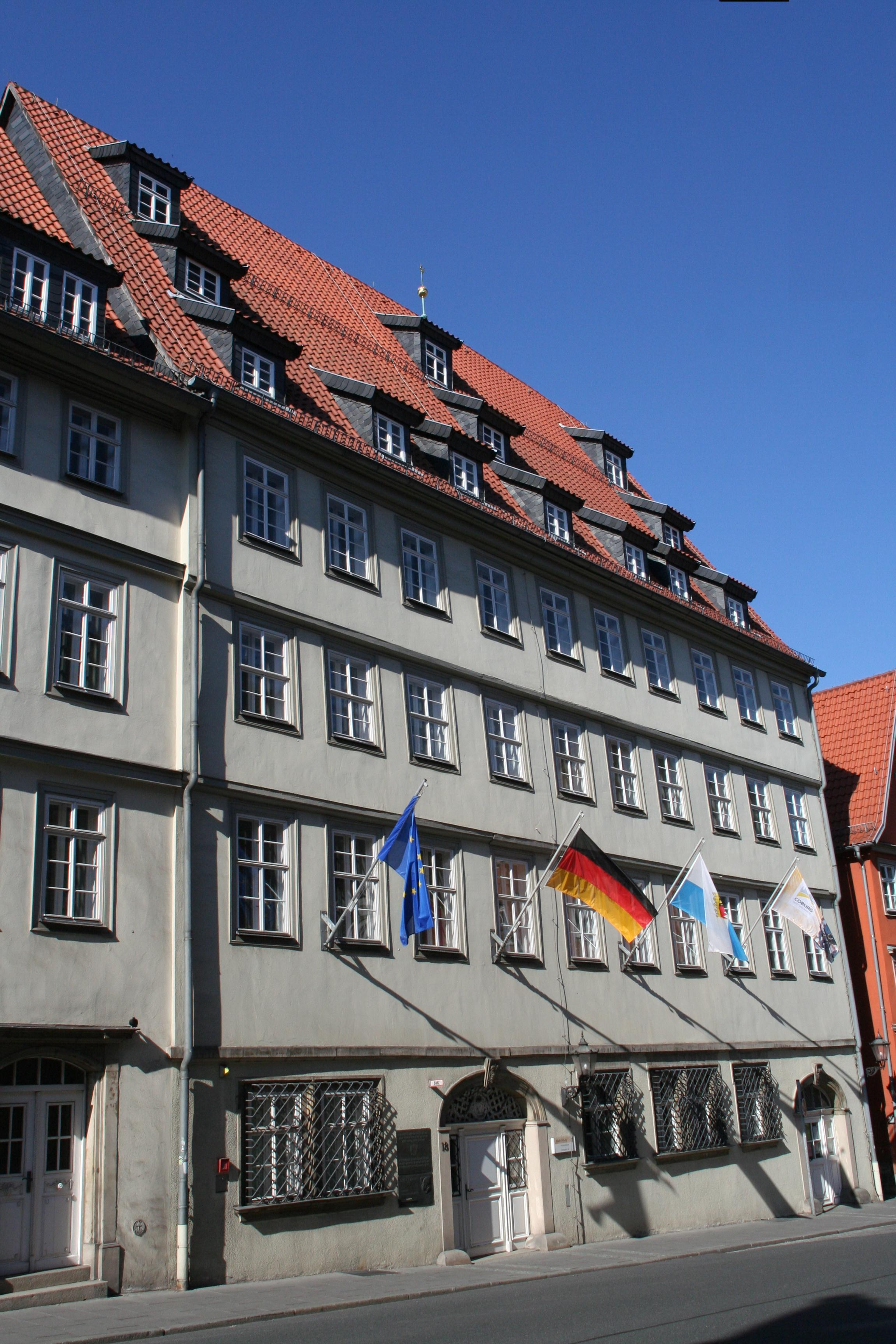
Палац Принца

Згодом родина поповнилася молодшими доньками Антуанеттою, Юліаною, Вікторією та Маріанною й синами Ернстом, Фердинандом, Леопольдом та Максиміліаном. Герцогством в цей час правив їхній дід Ернст Фрідріх.
Родина проживала як у Кобурзі, так і в Заальфельді. Від 1786 року основною резиденцією сімейства став Палац принца на Штайнгассе в Кобурзі, де вони мешкали до 1800 року.
У 1795 році на кобурзьких принцес звернув увагу російський генерал Андрій Якович Будберг, якого, з таємною місією знайти наречену для великого князя Костянтина, відрядила до Європи імператриця Катерина II. Йому вдалося вмовити герцогиню Августу відвідати Петербург із трьома старшими доньками.

### Подорож до Росії
Після ретельної підготовки вони вирушили у дорогу 12 серпня. Принц Франц супроводжував родину лише до Лейпціга. До обслуги принцес входили покоївки, лакеї та кухар. За необхідності протягом шляху наймався й інший персонал. Для перевозки багажу вони мали окрему карету. Спеціальний гонець їхав попереду і готував місця на поштових станціях чи в готелях. Коней міняли на заїжджих дворах. У місцевосцях із поганими дорогами до карет їх впрягали до шести-восьми. Маршрут проходив через Франкфурт, Кенігсберг, Тільзіт та Ригу. Подорож розтягнулася на близько 2000 кілометрів Європою в бурхливі часи французької революції та третього поділу Речі Посполитої. Августа під час мандрівки вела детальний щоденник, де описувала подорож містами і змальовувала зовнішній вигляд та умови життя сільських жителів. Софія передавала свої враження від поїздки в ескізах.
У кількох великих містах родина була удостоєна офіційних прийомів, оскільки принцеси подорожували від імені російської цариці. «Нас оглядали як рідкісних тварин.», — писала Августа в своєму щоденнику. Проте, доньки в цей час змогли доповнити свої навички володіння французькою мовою, оскільки російський двір розмовляв французькою.

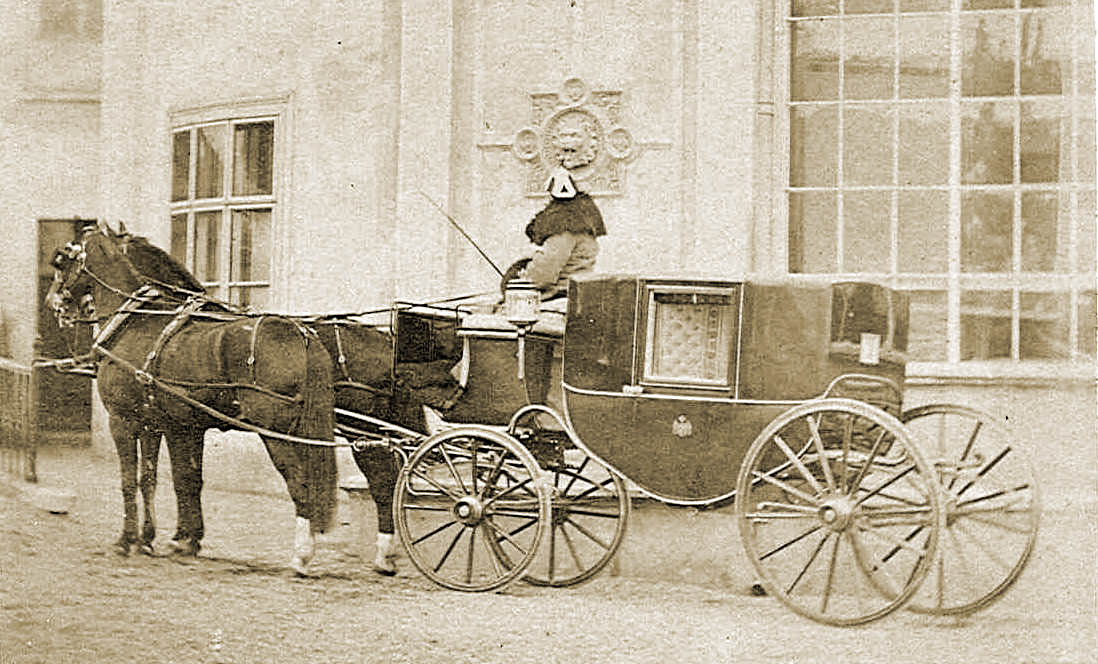
Більш пізній зразок карети, в якій Софія подорожувала до Росії

6 (17) жовтня 1795 року дівчата з матір'ю прибули до російської столиці. Катерина писала про їхню зустріч: 
«Наслідна принцеса Саксен-Кобурзька прекрасна, гідна поваги жінка, дочки у неї гарненькі. Шкода, що наш наречний повинен вибрати тільки одну, добре було б залишити всіх трьох».
Адам Чарторийський зауважував: 
«Герцогиня-мати була жінкою великого розуму, освічена і привітна; всі три дочки її вирізнялися витонченістю та красою. По правді кажучи, було важко дивитися на цю матір, яка приїхала в чужу країну, щоб виставити напоказ, подібно товару, своїх дочок, в очікуванні милостивого погляду імператриці і вибору Великого князя».
Катерина, яка вміла зачаровувати своїм поводженням, прийняла герцогиню з доньками із розпростертими обіймами. Щодня влаштовувалися прогулянки, свята, вечори та бали, під час яких великий князь міг проводити час разом із принцесами і ближче познайомитися з ними. Костянтин обрав молодшу — Юліану. Катерина повністю підтримала його рішення, хоча й відмічала, що найвродливішою є Софія. Після оприлюднення вибору великого князя, 7 листопада герцогиня Саксен-Кобурзька із Софією та Антуанеттою у супроводженні Будберга від'їхали із Росії, отримавши у подарунок безліч діамантів та 160 000 рублів.
У лютому 1796 року пройшло вінчання Юліани із великим князем Костянтином, а в листопаді 1798 року відбулося весілля Антуанетти, яка вийшла заміж за герцога Александра Вюртемберзького.

### Шлюбне життя
Софія була дуже близькою із Антуанеттою і продовжувала бувати у неї навіть після її одруження. У володіннях герцога Вюртемберзького був замок Фантазія, який використовувався як літня резиденція. Ще з часів його матері Фредеріки Доротеї він слугував притулком для французьких емігрантів. Там принцеса познайомилася із лотаринзьким шевальє Еммануелем де Менсдорфф-Пуйї, в якого швидко закохалася. Їхня перша зустріч відбулася в середині травня 1800 року.
Матір принцеси була проти їхнього безпрецедентного шлюбу, ігноруючого всі правила та звичаї, оскільки Еммануель був лише капітаном в австрійській армії, до того ж католиком. Однак Софія наполягала на кандидатурі нареченого допоки не отримала дозвіл. Суспільство було здивоване благословенням герцогської пари, приписавши його батьківській слабкості.
23 лютого 1804 року вони взяли морганатичний шлюб у Кобурзі. Не зважаючи на нерівність союзу, Софія, як і всі сестри, отримала пристойний посаг розміром 25 000 гульденів, а також щорічні виплати у 8000 гульденів до кінця життя. До цього часу батько Софії вже став правителем Саксен-Кобург-Заальфельда. Тож у шлюбному контракті, укладеному 21 квітня 1804 року, принцеса відмовлялася від претензій на князівський престол за себе та своїх нащадків.
Згодом герцогиня Августа змінила думку про зятя та схвалила вибір Софії. Особисті якості Еммануеля та його героїчна служба під час наполеонівських війон здобули йому шану та повагу. Мешкало подружжя у замку Фалькенеґ поблизу Кобурга. Еммануелю був наданий титул графа в Австрії лише у 1818 році. У пари народилося шестеро синів.
Еммануель де Менсдорфф-Пуйї був військовим, брав участь у війнах коаліцій проти Наполеона, був кілька разів пораненим. Протягом тривалих розлук Софія писала чоловікові ніжні листи, сповнені щирими переживаннями за його судьбу та журбою за померлого сина.
У 1820—1824 роках сімейство проживало у Празі, де оберталося в колі місцевої аристократії. Софія відрізнялася значною релігійністю і часто бувала в місцевому монастирі урсулінок, товаришувала з абатисами та підтримувала із ними листування.

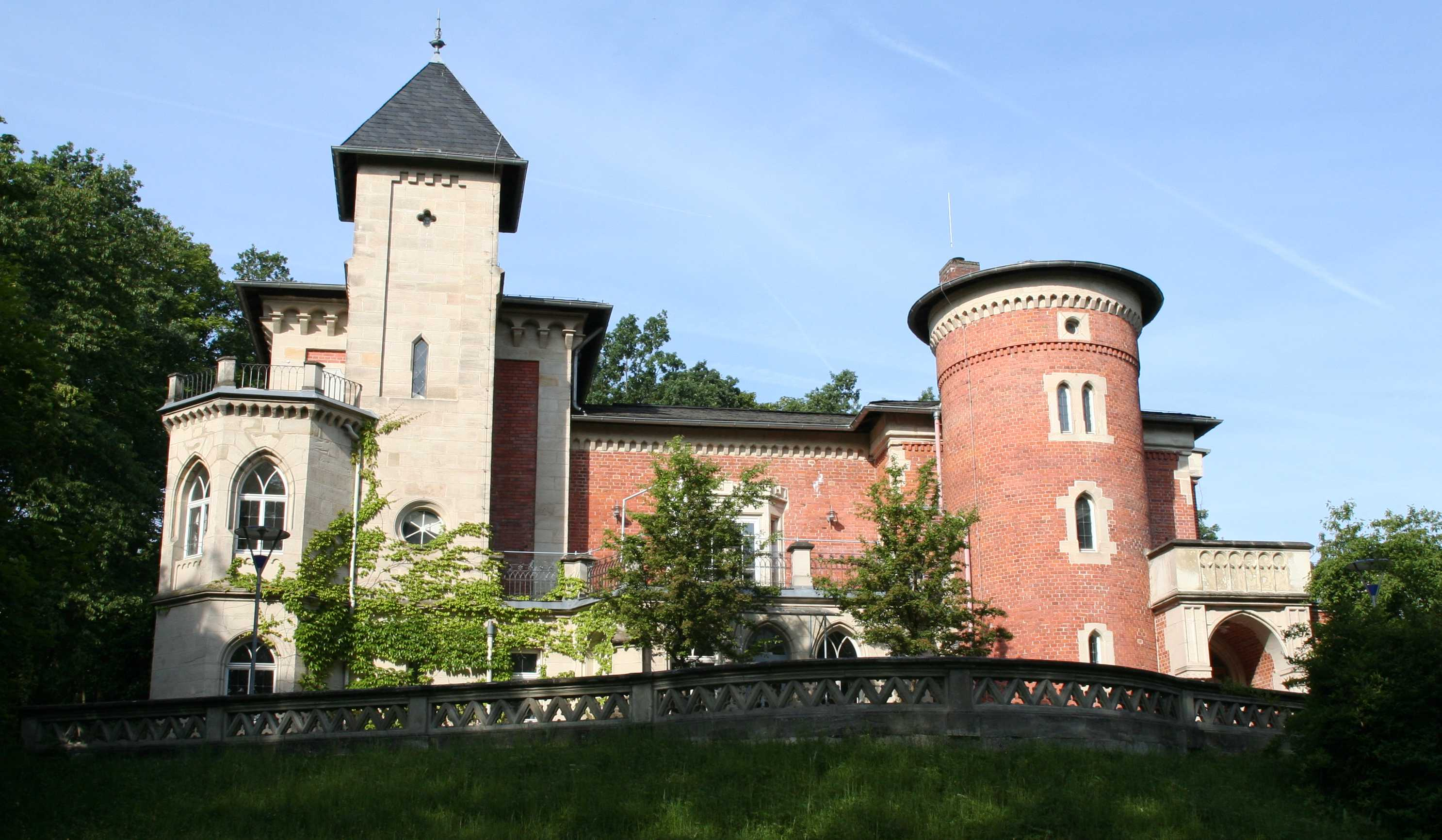
Замок Фалькенеґ

У 1824 році Еммануель став комендантом фортеці Майнц і родина переїхала туди. У 1829 році його підвищили до губернатора, і на цій посаді він перебував до 1834 року.
Лейтенант Отто Корвін описував Софію в той час у своїх мемуарах, як дуже струнку, живу та вродливу дівчину. В Майнці вона була королевою моди, елегантності та доброго смаку. Будинок Менсдорффів був блискучим центром місцевого вищого суспільства. Часто у них гостювали родичі та еліта. Так, у серпні 1829 року ще дитиною у них побувала юна Тереза Бурбон-Сицилійська, яка в майбутньому стала імператрицею Бразилії, а у вересні 1832 їх відвідала донька Людовіка XVI — Шарлотта Французька.
У 1835 році Софія із сумом залишила Майнц, коли вони із чоловіком повернулися до Праги. Принцеса була вражена разючими змінами у дусі суспільства. Тепер, як вона зазначала, «людей цікавить лише твій статус». Також зауважувала, що вище товариство стало більш грубим та зарозумілим. Проте намагалася дотримуватися його культурних норм: бувала на сезонних заходах, відвідувала театри та бали, влаштовувала звані вечори.
Однак при цьому висловлювалася, що воліла б завершити розповідь свого життя у Майнці. Проте життя Софії скінчилося у маленькому богемському селі Тушиміце, де графиня відвідувала свого сина Артура. Вона померла від набряку легень в ніч із 8 на 9 липня 1835 року в 56-річному віці.
Похована у каплиці Святої Терези у парку замку Прітенштайн.

## Письменництво

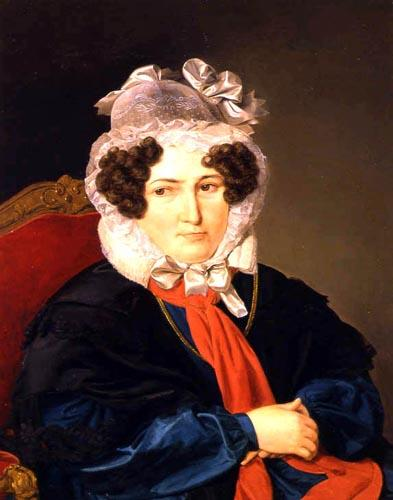
Софія в останні роки життя

Софія полюбляла малювати та цікавилася літературою. Читала Шатобріана, Шиллера та Зігфріда Августа Мальманна, проте віддавала перевагу англійцям, зокрема Вальтеру Скотту. Десь до 1812 року відносяться її власні перші письменницькі спроби. У 1821 році у празькому журналі вперше була опублікована історія про Матильду у жанрі популярної фантастики. Наступним став «Бал-маскарад» —казки та оповідання — видані у 1830 у Майнці у двох частинах. Друкувалися вони під псевдонімом «Софія, графиня фон М**, уроджена принцеса фон С.-К.». Ці два томи наразі є дуже рідкісними, єдиний відомий примірник зберігається в бібліотеці Національного музею у Празі.
Твори були написані для «домашнього використання» як оповідання для вкладання дітей спати. Розповіді читалися графинею та її чоловіком у колі друзів і родичів. Дія оповідань розгорталася у вигаданому часі з елементами ідеалізованого середньовіччя й одночасно романтичної епохи.
Також Софія вела щоденник, який зберігся в архіві, як і її листування. Як і матір, вона була прибічницею захопленого листа, як це характерно для епохи просвітництва та романтизму.

## Родина

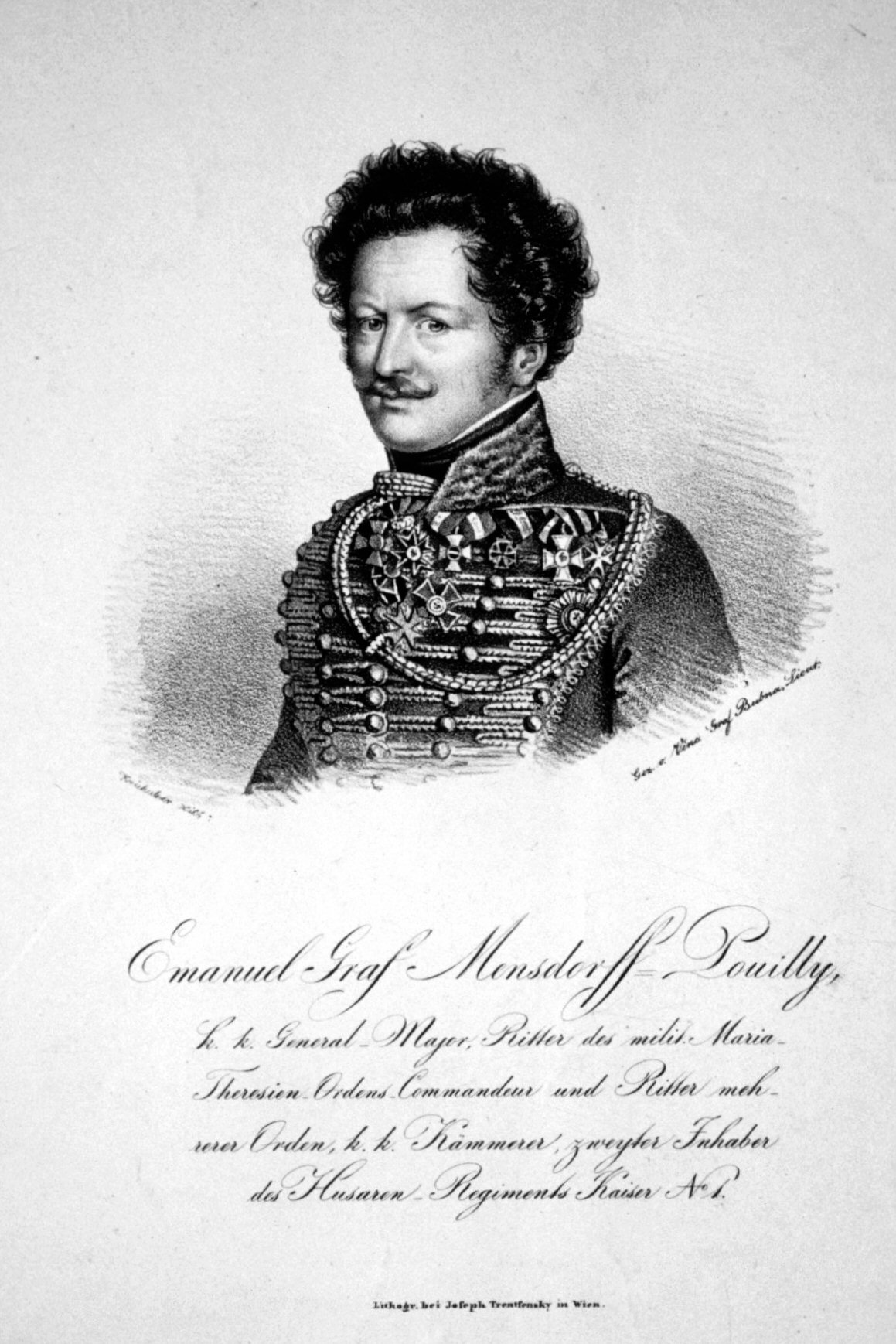
Еммануель де Менсдорфф-Пуйї на літографії Йозефа Крігубера, близько 1830 року

Чоловік — Еммануель де Менсдорфф-Пуйї
Діти:
- Гуго (1806—1847) — одруженим не був, дітей не мав;
- Альфонс (1810—1894) — граф Менсдорф-Пуллі, був двічі одруженим, мав восьмеро дітей;
- Альфред (1812—1814) прожив 2 роки;
- Александр (1813—1871) — князь фон Дітріхштейн цу Нікольсбург, губернатор Галичини, а згодом — Буковини, був одруженим із Александріною фон Дітріхштейн, мав двох синів та дві доньки;
- Леопольд (1815—1832[15]) помер молодим, одруженим не був дітей не мав;
- Артур-Август (1817—1904) був двічі одруженим, дітей не мав.

## Нагороди
- Орден Святої Катерини (Російська імперія) (7 жовтня 1795).[16]